# 孝昌駅
孝昌駅（ヒョチャンえき）は大韓民国ソウル特別市龍山区龍門洞にある、韓国鉄道公社（KORAIL）龍山線の駅である。2009年までは旅客扱いの無い貨物駅であった。2016年に首都圏電鉄京義・中央線の旅客駅である孝昌公園前駅が開業し移転した。

## 駅構造
1984年 - 2009年の間は本線1本と待避線1本を有する地上駅で、貨物を積み降ろしする設備は無かったが形式上は貨物駅だった。この間、実際の孝昌駅は列車の行違い（交換）を行なう信号場として（2004年まで）、あるいは龍山駅から出る回送列車の待避線として（2009年まで）機能していた。
旅客化にあたり、近隣住民の駅施設全地下化の要求があり、地下駅を建設することに決定したが、地形の特性上の問題により設計が変更された。

## 駅周辺
- 孝昌公園（朝鮮語版）
- 龍山電子商街
- 孝昌パークPRUGIO

## 歴史
- 1929年9月20日 - 龍山線開通時に、現在の孝昌駅付近に弥生町駅（やよいちょうえき、旅客駅）が設置される。
- 1944年3月31日 - 弥生町駅が廃駅となる。
- 1946年 - 駅員配置簡易駅として開業。
- 1969年4月10日 - 駅員無配置簡易駅に降格。
- 1974年8月15日 - 孝昌駅営業廃止。[2]
- 1978年
  - 7月10日 - 後に駅舎となる建物が竣工。
  - 7月15日 - 龍山線の貨物専用路線化に伴い、列車の行違い（交換）を行なう信号場として開設。[3]
- 1984年3月1日 - 配置簡易駅に昇格。[4]
- 2004年7月1日 - 西江駅-孝昌駅間の線路が撤去され、加佐駅方面への路線が断絶される。
- 2009年7月31日 - 孝昌駅営業休止。翌8月1日から龍山駅 - 孝昌駅間の線路が撤去される。
- 2012年8月1日 - 首都圏電鉄用の旅客用駅施設の建設開始。
- 2014年12月27日 - 当駅施設完工に先立ち、京義・中央線 龍山 - 孔徳間が開通。
- 2016年4月30日 - 京義・中央線孝昌公園前駅（地下駅）として新設開業。

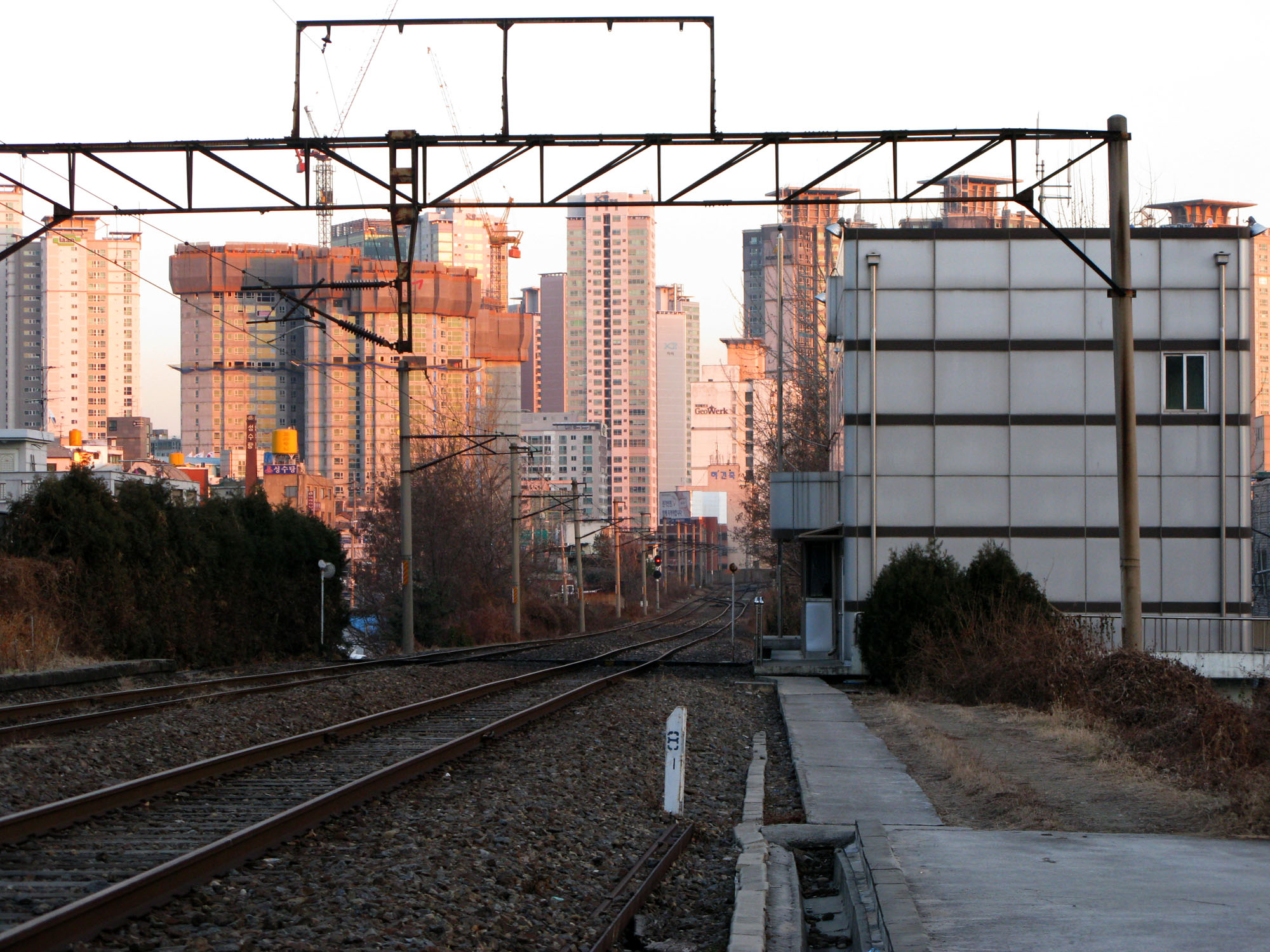
2008年12月時点の孝昌駅構内（龍山駅方面を見る）
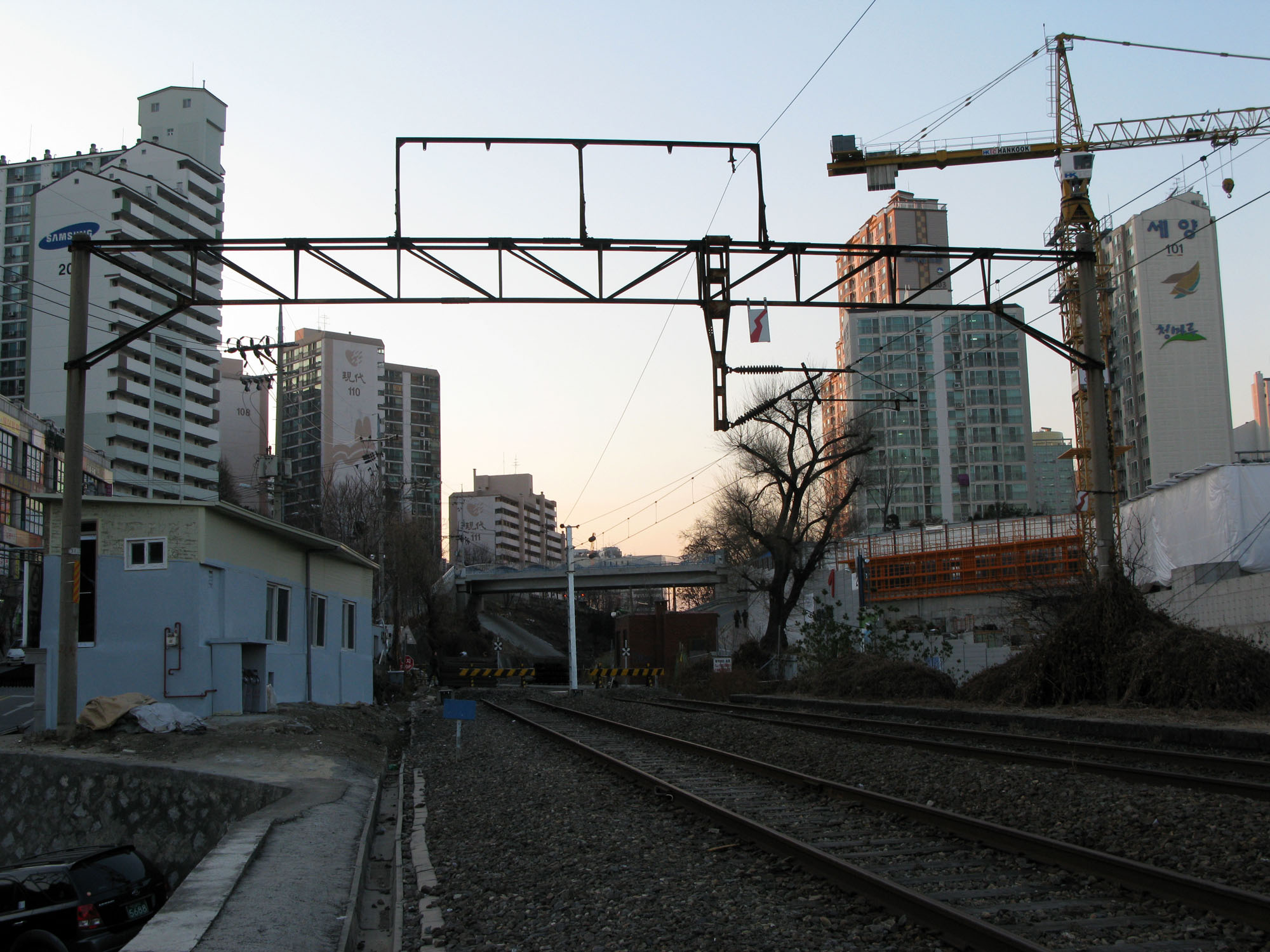
駅構内にあった西江駅方面の線路断絶地点（2008年12月）

## 隣の駅
韓国鉄道公社
龍山線
龍山駅 - （元町駅） - 孝昌駅（旧：弥生町駅） - （孔徳里駅） - （東幕駅） - 西江駅